# 平手美樹
平手 美樹（ひらて みき、1978年11月19日 - ）は、長野県出身の元女子バスケットボール選手である。ポジションはC。かつてデンソーアイリスに所属していた。

## 来歴
茅野北部中でバスケを始め、名門名古屋短大付高ではインターハイ3連覇など多くのタイトルを獲得。
卒業後はデンソーに入社。
1997年、ジュニア日本代表に選出され、翌年の世界選手権に出場した。
2001年には全日本に選ばれ東アジア競技大会に出場。2002年も国際試合を経験した。
2005年、デンソーを退社。クラブチームのLOWSに入団。2007年からの全日本クラブ選手権連覇の原動力となる。
2008年引退。

## 経歴
- 名古屋短大付高 - デンソー（1997年〜2005年） - LOWS（2005年〜2008年）

## 日本代表歴
- 1996アジアジュニア選手権
- 1997ジュニア世界選手権
- 2001東アジア大会
- 2002国際親善試合